# Abuzaderas
Abuzaderas es un barrio rural (pedanía) de Albacete (Castilla-La Mancha, España) situado al sur de la capital. En 2017 contaba con 30 habitantes según el INE.
Se encuentra al sur del municipio, cerca de Pozo Cañada y Pozohondo. Cerca de la localidad se encuentra la laguna de Ontalafia.
El alcalde pedáneo de Abuzaderas en la legislatura 1983-2011 fue Juan Manuel Tercero Álvarez y en la legislatura 2015-2018, Alfonso Oliver Lizán.